# 6539 Nohavica
6539 Nohavica (1982 QG) là một tiểu hành tinh vành đai chính được phát hiện ngày 19 tháng 8 năm 1982 bởi Z. Vavrova ở Klet.